# Giovanni Pietro Dolfin

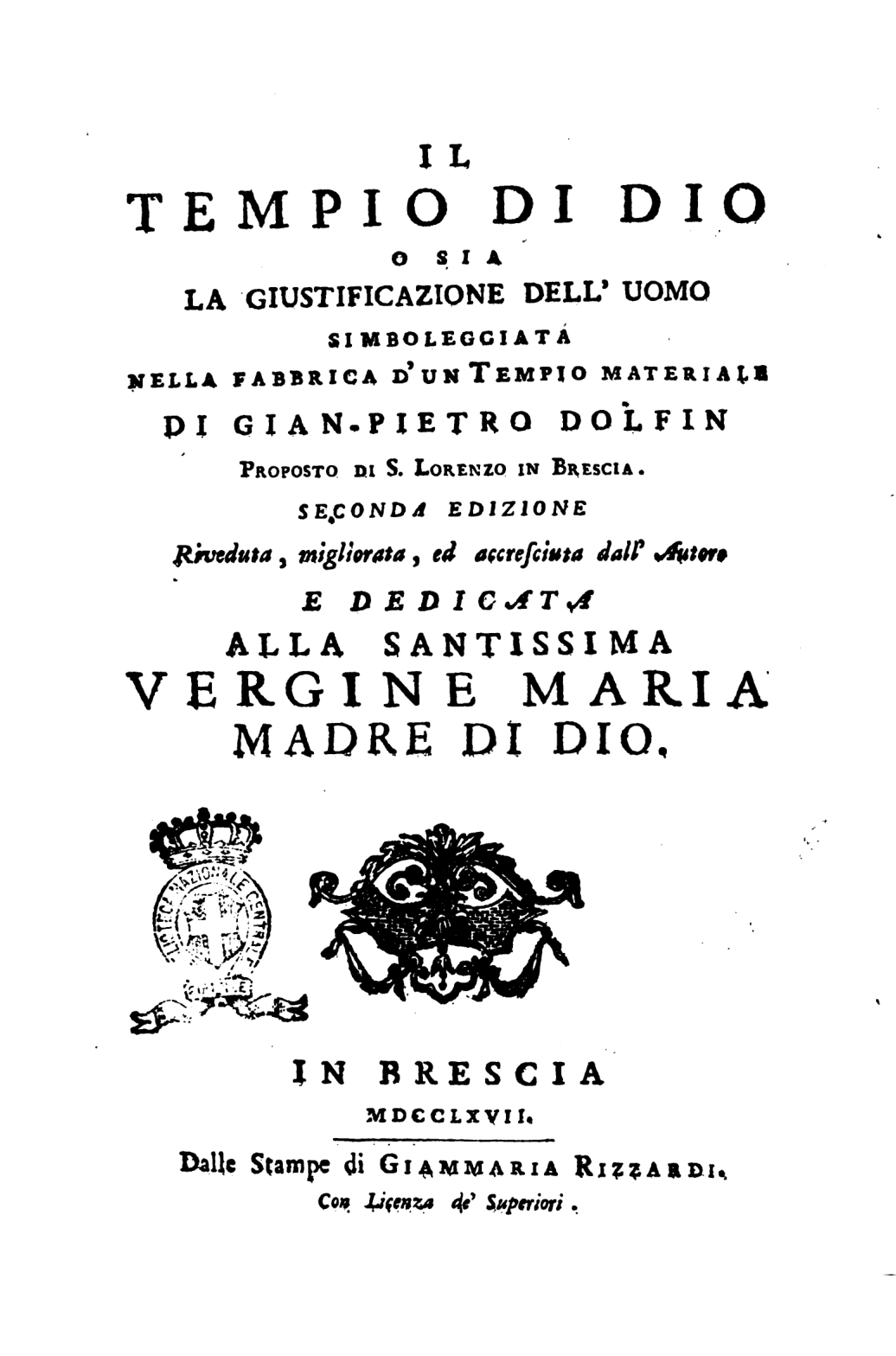
Frontespizio dell'opera Il tempio di Dio del 1760.

Giovanni Pietro Dolfin, spesso italianizzato in Delfino (Brescia, 20 giugno 1709 – Brescia, 21 febbraio 1770), è stato uno scrittore, teologo e religioso italiano. Fu prevosto a Brescia.

## Biografia
Giovanni Pietro Dolfin nacque a Brescia il 20 giugno 1709 da dalla ricca e nobile famiglia dei Dolfin, ma per una mancata registrazione materna fu escluso dal Libro d'oro della nobiltà veneziana. Studiò filosofia e lettere a Venezia e Bologna, poi seguì lo zio a Zante, dove approfondì il greco, l'ebraico e il francese. Entrato nei francescani conventuali, si dedicò a studi religiosi e pratiche ascetiche severe, incluse autopunizioni corporali. Dopo l'ordinazione nel 1733, nel 1735 divenne parroco di San Zeno, avviando la costruzione di una nuova chiesa e promuovendo la predicazione, il catechismo e la formazione del clero.
Nel 1750 fu nominato parroco di San Lorenzo, una delle principali chiese di Brescia, e ne avviò la ricostruzione. Rifiutò benefici più ricchi, vivendo in povertà e dedicandosi ai bisognosi. Collaborò anche alla costruzione del santuario della Madonna del Patrocinio e del nuovo duomo di Brescia.
Si distinse per una cultura esclusivamente teologica, ignorando le correnti illuministe. Nel suo libro Il tempio di Dio (1760, seconda edizione 1767), sviluppò temi biblico-morali senza riferimenti alle polemiche antidogmatiche del tempo. Il suo Trattato della grazia, manoscritto, fu revisionato da Vincenzo Patuzzi e Giambattista Guadagnini, con tendenze giansenistiche.
Scrisse anche un Ragionamento (1767), confutando le idee deiste e la proposta di matrimonio per i preti, sostenendo invece la necessità di vescovi più santi per riformare la Chiesa. Morì a Brescia il 21 febbraio 1770 in fama di santità, lasciando numerosi scritti teologici e pastorali.

## Opere
- Relazione intorno alla chiesa e alle sue opere d'arte in Libro III dei morti di S. Zeno, Brescia 1750;
- Il tempio di Dio o sia la giustificazione dell'uomo simboleggiata nella fabbrica d'un tempio materiale, Brescia 1760;
- Trattato della grazia (manoscritto);
- Ragionamento, Brescia 1767.